# Городище (Холмський повіт)
Городище (пол. Horodyszcze) — село в Польщі, у гміні Холм Холмського повіту Люблінського воєводства. Населення — 643 особи (2011).

## Історія
За даними етнографічної експедиції 1869—1870 років під керівництвом Павла Чубинського, у селі здебільшого проживали греко-католики, які розмовляли українською мовою.
У 1975—1998 роках село належало до Холмського воєводства.

## Демографія
Демографічна структура станом на 31 березня 2011 року:
|          | Загалом | Допрацездатний вік | Працездатний вік | Постпрацездатний вік |
| -------- | ------- | ------------------ | ---------------- | -------------------- |
| Чоловіки | 325     | 65                 | 227              | 33                   |
| Жінки    | 318     | 49                 | 208              | 61                   |
| Разом    | 643     | 114                | 435              | 94                   |